# Łuch
Łuch – osiedle typu miejskiego w Rosji, w obwodzie iwanowskim. W 2010 roku liczyło 3024 mieszkańców.